# Microsoft Lumia

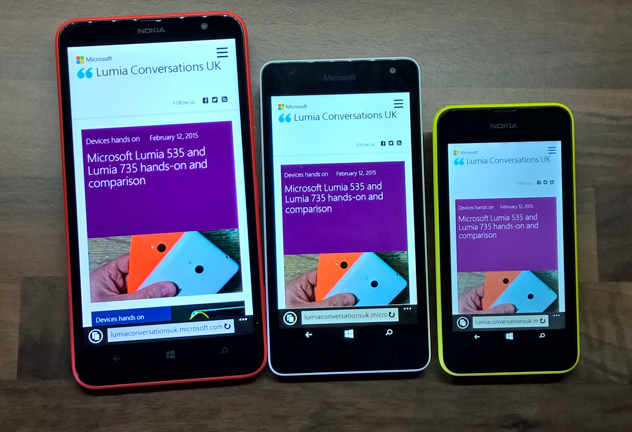
Lumia 1520, Lumia 535 e Lumia 530.

Microsoft Lumia (anteriormente conhecido como Nokia Lumia) é uma linha de dispositivos móveis descontinuada que foi originalmente projetada e comercializada pela Nokia e posteriormente pela Microsoft através da divisão Microsoft Mobile. A linha foi resultado de uma parceria de longo prazo entre a Nokia e a Microsoft lançada originalmente em novembro de 2011. Os smartphones Lumia são executados com o software da Microsoft, o sistema operacional Windows Phone e mais tarde o mais novo Windows 10 Mobile. O nome Lumia é derivado do plural da palavra finlandesa lumi, que significa "neve".
Em 3 de setembro de 2013, a Microsoft anunciou a compra da divisão de dispositivos móveis da Nokia, com o acordo sendo concluído em 25 de abril de 2014. Como resultado, a manutenção da linha Lumia foi transferida para a Microsoft Mobile. A marca Nokia continuou sendo utilizada em dispositivos Lumia até outubro de 2014, após esse período os dispositivos foram homologados com a marca Microsoft. Em novembro de 2014, a Microsoft anunciou o primeiro dispositivo Lumia da marca Microsoft (não-Nokia), o Lumia 535. Em outubro de 2015, a Microsoft anunciou os primeiros dispositivos Lumia rodando o Windows 10 Mobile, o Lumia 950, Lumia 950 XL e Lumia 550. O mais recente smartphone Lumia, o Lumia 650, foi anunciado pela Microsoft em 15 de fevereiro de 2016.
As vendas dos smartphones diminuíram, de forma acentuada, após o lançamento do Windows 10 em 2015. A Microsoft interrompeu a venda de dispositivos da linha na sua rede de varejos, a Microsoft Store, no final de 2016 — quando as vendas foram estimadas em menos de um milhão de unidades — entretanto, a disponibilidade dos produtos foi normalizada no início de 2017. Em outubro, o vice-presidente corporativo da Microsoft, Joe Belfiore, confirmou que a Microsoft não venderia ou fabricaria mais novos dispositivos móveis com Windows 10 Mobile. Os dispositivos existentes receberiam apenas correções de bugs e atualizações de segurança para os dispositivos mais recentes.

## Atualizações Lumia
A Nokia e Microsoft lançaram várias atualizações exclusivas para dispositivos Lumia. As liberações contem uma combinação de atualizações de firmware e software que incluem melhorias de imagem, novo suporte a tecnologia, bem como atualizações de recursos e correções de bugs presentes no sistema.
|  | Atualizações anteriores |  | Versão atual |

| Histórico de atualizações Lumia | Histórico de atualizações Lumia | Histórico de atualizações Lumia | Histórico de atualizações Lumia                                     | Histórico de atualizações Lumia |  |
| Nome da versão                  | Nome da versão                  | Lançamento                      | Versão do sistema operacional                                       | Destaques |  |
| ------------------------------- | ------------------------------- | ------------------------------- | ------------------------------------------------------------------- | --- |  |
|                                 | Lumia Amber                     | 15 de agosto, 2013              | Windows Phone 8 Update 2 (GDR2)                                     | Os dispositivos Nokia Lumia 625, 925, 928 e 1020 já vem de fábrica com a atualização - Dê um duplo toque na tela para ativar - Novas configurações e algoritmos de processamento para o Pro Câmera Nokia - Modo tutorial para o Pro Câmera Nokia - Modo de escalonamento para o Pro Câmera Nokia - Gravação de áudio estéreo - Customização do filtro do áudio baixo - Novas configurações e algoritmos de processamento para a Câmara Nokia inteligente - Suporte para perfis coloridos no Display + menu Configurações de toque - Virar para silenciar - Apoio Rádio FM - Verificação do Armazenamento - Nokia Glance Tela - Novos ringtones - Até 10% maior duração da bateria (varia por dispositivo) |  |
|                                 | Lumia Black                     | 9 de janeiro, 2014              | Windows Phone 8 Update 3 (GDR3)                                     | Os dispositivos Nokia Lumia 525, 1320 e 1520 já vem de fábrica com a atualização - Um aplicativo pasta APP semelhantes a " pastas " app no Android e iOS começar telas - Suporte Bluetooth LE - Atualizado Nokia Refocus, Nokia Beamer, e Nokia Narrador aplicativos - Aplicação Câmara Nokia - 3 novos modos de disparo e gravação de vídeo em configurações da câmera - Configurações de sensibilidade de luz para o Pro Câmera Nokia - Suporte ao formato RAW e DNG para o Nokia Lumia 920 , Nokia Lumia 925 e Nokia Lumia 1520 - Pedômetro para a Glance Tela Nokia |  |
|                                 | Lumia Cyan                      | 15 de julho, 2014               | Windows Phone 8.1                                                   | Os dispositivos Nokia Lumia 521, 530, 630, 635, 636, 638 e 930 já vem de fábrica com a atualização - Atualizado Câmara Nokia , Nokia Creative Studio e aplicativos Nokia Storyteller - Várias melhorias a suíte de aplicativos de imagem da Nokia . - Nokia SensorCore SDK - Equalizadores para alto-falantes - 5 novos filtros para a Nokia Creative Studio |  |
|                                 | Lumia Denim                     | 4 de setembro, 2014             | Windows Phone 8.1 Update 1 (GDR1) Windows Phone 8.1 Update 2 (GDR2) | Os dispositivos Lumia 430, 435, 532, 535, 730, 735 e 830 já vem de fábrica com a atualização do Windows¨Phone 8.1 Update 1. Os dispositivos Lumia 540, 640 e 640 XL já vem de fábrica com a atualização do Windows¨Phone 8.1 Update 2. - Uma experiência melhor para a Câmara dos dispositivos high-end - Auto HDR e dinâmico flash para a câmera Lumia - Melhorias de de processamento de imagem para a câmera Lumia - Aumento de velocidade na captura de imagens - Ativação de voz "Hey Cortana" |  |
|                                 | Windows 10 Mobile               | 17 de março, 2016               | Windows 10 Mobile compilação 10.0.10586.107                         | Os dispositivos com 512 MB de RAM não são elegíveis para a atualização. - A suíte Office foi toda renovada para a nova versão do sistema - A cortana está mais inteligente e se integra melhor com os dispositivos Windows - Novos aplicativo de mapas - Novo aplicativo "Windows Feedback" para melhorar resposta dos usuários à Microsoft - Windows Hello integra segurança biométrica ao sistema - Novos aplicativos do Outlook - Novo modo "Continumm" transforma o smartphone em 'PC' |  |

## Lista dos aparelhos Lumia

### Dispositivos Nokia Lumia
| Nokia Lumia devices | Nokia Lumia devices | Nokia Lumia devices | Nokia Lumia devices | Nokia Lumia devices | Nokia Lumia devices         | Nokia Lumia devices                                                  |
| Nome                | Codinome            | Lançamento          | Séries              | Geração             | Sistema operativo instalado | Variações                                                            |
| ------------------- | ------------------- | ------------------- | ------------------- | ------------------- | --------------------------- | -------------------------------------------------------------------- |
| Nokia Lumia 800     | Sea Ray             | Novembro, 2011      | 800                 | 1                   | Windows Phone 7.5           | 800C com CDMA2000 para a China Telecom                               |
| Nokia Lumia 710     | Sword               | Janeiro, 2012       | 700                 | 1                   | Windows Phone 7.5           |                                                                      |
| Nokia Lumia 900     | Eloko               | Abril, 2012         | 900                 | 1                   | Windows Phone 7.5           |                                                                      |
| Nokia Lumia 610     |                     | Abril, 2012         | 600                 | 1                   | Windows Phone 7.5           | 610C com CDMA2000 para a China Telecom                               |
| Nokia Lumia 510     |                     | Setembro, 2012      | 500                 | 1                   | Windows Phone 7.5           |                                                                      |
| Nokia Lumia 820     | Arrow               | Novembro, 2012      | 800                 | 2                   | Windows Phone 8             | 810 para a T-Mobile, 822 para a Verizon                              |
| Nokia Lumia 920     | Phi                 | Novembro, 2012      | 900                 | 2                   | Windows Phone 8             | 928 (Lazer) para a Verizon com flash Xenon, 920T para a China Mobile |
| Nokia Lumia 505     |                     | Dezembro, 2012      | 500                 | 1                   | Windows Phone 7.8           |                                                                      |
| Nokia Lumia 620     | Sand                | Janeiro, 2013       | 600                 | 2                   | Windows Phone 8             |                                                                      |
| Nokia Lumia 520     | Fame                | Janeiro, 2013       | 500                 | 2                   | Windows Phone 8             | 520T com TD-SCDMA para a China Mobile                                |
| Nokia Lumia 720     | Zeal                | Janeiro, 2013       | 700                 | 2                   | Windows Phone 8             | 720T com TD-SCDMA para a China Mobile                                |
| Nokia Lumia 925     | Catwalk             | Junho, 2013         | 900                 | 2                   | Windows Phone 8             | 925T com TD-SCDMA para a China Mobile                                |
| Nokia Lumia 1020    | Elvis               | Julho, 2013         | 1000                | 2                   | Windows Phone 8             |                                                                      |
| Nokia Lumia 625     | Max                 | Agosto, 2013        | 600                 | 2                   | Windows Phone 8             |                                                                      |
| Nokia Lumia 1320    | Batman              | Outubro, 2013       | 1000                | 2                   | Windows Phone 8             |                                                                      |
| Nokia Lumia 1520    | Bandit              | Outubro, 2013       | 1000                | 2                   | Windows Phone 8             |                                                                      |
| Nokia Lumia 2520    | Sirius              | Outubro, 2013       | 2000                | 2                   | Windows RT                  |                                                                      |
| Nokia Lumia 525     | Glee                | Dezembro, 2013      | 500                 | 2                   | Windows Phone 8             |                                                                      |
| Nokia Lumia Icon    |                     | Fevereiro, 2014     | 900                 | 3                   | Windows Phone 8.1           |                                                                      |
| Nokia Lumia 930     | Martini             | Abril, 2014         | 900                 | 3                   | Windows Phone 8.1           |                                                                      |
| Nokia Lumia 630     | Moneypenny          | Abril, 2014         | 600                 | 3                   | Windows Phone 8.1           | 635 com LTE, 636 e 638 com 1GB RAM                                   |
| Nokia Lumia 530     | Rock                | Julho, 2014         | 500                 | 3                   | Windows Phone 8.1           |                                                                      |
| Nokia Lumia 730     |                     | Setembro, 2014      | 700                 | 3                   | Windows Phone 8.1           |                                                                      |
| Nokia Lumia 735     | Superman            | Setembro, 2014      | 700                 | 3                   | Windows Phone 8.1           |                                                                      |
| Nokia Lumia 830     | Tesla               | Setembro, 2014      | 800                 | 3                   | Windows Phone 8.1           |                                                                      |

### Dispositivos Microsoft Lumia
| Microsoft Lumia devices | Microsoft Lumia devices | Microsoft Lumia devices | Microsoft Lumia devices | Microsoft Lumia devices | Microsoft Lumia devices     | Microsoft Lumia devices      |
| Nome                    | Codinome                | Lançamento              | Série                   | Geração                 | Sistema Operativo instalado | Variações                    |
| ----------------------- | ----------------------- | ----------------------- | ----------------------- | ----------------------- | --------------------------- | ---------------------------- |
| Microsoft Lumia 535     | Rock                    | Novembro, 2014          | 500                     | 3                       | Windows Phone 8.1           | Dual SIM                     |
| Microsoft Lumia 435     |                         | Janeiro, 2015           | 400                     | 3                       | Windows Phone 8.1           | Dual SIM com DTV             |
| Microsoft Lumia 532     |                         | Janeiro, 2015           | 500                     | 3                       | Windows Phone 8.1           | Dual SIM com DTV             |
| Microsoft Lumia 640     |                         | Março, 2015             | 600                     | 4                       | Windows Phone 8.1           | LTE, Dual SIM, LTE Dual SIM. |
| Microsoft Lumia 640 XL  |                         | Março, 2015             | 600                     | 4                       | Windows Phone 8.1           | LTE, Dual SIM, LTE Dual SIM. |
| Microsoft Lumia 430     |                         | Março, 2015             | 400                     | 3                       | Windows Phone 8.1           | Dual SIM                     |
| Microsoft Lumia 540     |                         | Abril, 2015             | 500                     | 4                       | Windows Phone 8.1           | Dual SIM                     |
| Microsoft Lumia 950     | Talkman                 | Novembro, 2015          | 900                     | 5                       | Windows 10 Mobile           | Dual SIM                     |
| Microsoft Lumia 950 XL  | Cityman                 | Novembro, 2015          | 900                     | 5                       | Windows 10 Mobile           | Dual SIM                     |
| Microsoft Lumia 550     | Saimaa                  | Dezembro, 2015          | 500                     | 5                       | Windows 10 Mobile           |                              |
| Microsoft Lumia 650     |                         | Fevereiro, 2016         | 600                     | 5                       | Windows 10 Mobile           |                              |

## Comparação dos aparelhos

### Dispositivos Nokia Lumia

#### Primeira geração (Windows Phone 7)
| Primeira geração (Windows Phone 7)    | Primeira geração (Windows Phone 7)                                | Primeira geração (Windows Phone 7)                             | Primeira geração (Windows Phone 7)                           | Primeira geração (Windows Phone 7)                              | Primeira geração (Windows Phone 7)                      |
| Modelo                                | Lumia 510                                                         | Lumia 610                                                      | Lumia 710                                                    | Lumia 800                                                       | Lumia 900                                               |
| ------------------------------------- | ----------------------------------------------------------------- | -------------------------------------------------------------- | ------------------------------------------------------------ | --------------------------------------------------------------- | ------------------------------------------------------- |
| Data de lançamento                    | Setembro 2012                                                     | Abril 2012                                                     | Janeiro 2012                                                 | Novembro 2011                                                   | Abril 2012                                              |
| Versão básica do sistema operacional  | Windows Phone 7.5                                                 | Windows Phone 7.5                                              | Windows Phone 7.5                                            | Windows Phone 7.5                                               | Windows Phone 7.5                                       |
| Upgrade máximo do sistema operacional | Windows Phone 7.8                                                 | Windows Phone 7.8                                              | Windows Phone 7.8                                            | Windows Phone 7.8                                               | Windows Phone 7.8                                       |
| Redes                                 | GSM, HSDPA, Wi-Fi                                                 | GSM, HSDPA, Wi-Fi                                              | GSM, HSDPA, Wi-Fi                                            | GSM, HSDPA, Wi-Fi                                               | suporte LTE                                             |
| Dimensões                             | 120,7 mm (4,75 pol) H 64,9 mm (2,56 pol) W 11,46 mm (0,451 pol) D | 119 mm (4,7 pol) H 62,2 mm (2,45 pol) W 11,95 mm (0,470 pol) D | 119 mm (4,7 pol) H 62,4 mm (2,46 pol) W 12,5 mm (0,49 pol) D | 116,5 mm (4,59 pol) H 61,2 mm (2,41 pol) W 12,1 mm (0,48 pol) D | 128 mm (5,0 pol) H 69 mm (2,7 pol) W 12 mm (0,47 pol) D |
| Peso                                  | 129 g (4,6 oz)                                                    | 131,5 g (4,64 oz)                                              | 126 g (4,4 oz)                                               | 142 g (5,0 oz)                                                  | 160 g (5,6 oz)                                          |
| Tela                                  | Vidro resistente a riscos                                         | Vidro resistente a riscos                                      | Vidro resistente a riscos                                    | Gorilla Glass (Curvado)                                         | Gorilla Glass (Reto)                                    |
| Tipo da tela                          | TFT LCD                                                           | TFT LCD                                                        | TFT LCD                                                      | AMOLED (PenTile)                                                | AMOLED (RGB)                                            |
| Resolução da Tela                     | 480x800                                                           | 480x800                                                        | 480x800                                                      | 480x800                                                         | 480x800                                                 |
| Tamanho da Tela (diagonal)            | 4 pol (100 mm)                                                    | 3,7 pol (94 mm)                                                | 3,7 pol (94 mm)                                              | 3,7 pol (94 mm)                                                 | 4,3 pol (110 mm)                                        |
| Bateria (3G)                          | 8.4 horas                                                         | 9.5 horas                                                      | 7.6 horas                                                    | 9.5 horas                                                       | 7 horas                                                 |
| Bateria (vídeo)                       | 7.4 horas                                                         | 7 horas                                                        | 6 horas                                                      | 6.5 horas                                                       | 8 horas                                                 |
| Bateria (música)                      | 38 horas                                                          | 35 horas                                                       | 38 horas                                                     | 55 horas                                                        | 60 horas                                                |
| Bateria (standby)                     | 653.2 horas                                                       | 720 horas                                                      | 400 horas                                                    | 335 horas                                                       | 300 horas                                               |
| Capacidade da Bateria                 | 1300mAh                                                           | 1300mAh                                                        | 1300mAh                                                      | 1450mAh                                                         | 1830mAh                                                 |
| Resolução da câmera (still)           | 5 MP                                                              | 5 MP                                                           | 5 MP                                                         | 8 MP                                                            | 8 MP                                                    |
| Resolução de vídeo                    | 480p @ 30 fps                                                     | 480p @ 30 fps                                                  | 720p @ 30 fps                                                | 720p @ 30 fps                                                   | 720p @ 30 fps                                           |
| Abertura da câmera                    | 2.4                                                               | 2.4                                                            | 2.4                                                          | 2.2                                                             | 2.2                                                     |
| Lentes da câmera                      | —                                                                 | —                                                              | —                                                            | Carl Zeiss                                                      | Carl Zeiss                                              |
| Câmera frontal                        | —                                                                 | —                                                              | —                                                            | —                                                               | 1.3 MP                                                  |
| Flash                                 | —                                                                 | Single-LED                                                     | Single-LED                                                   | Dual-LED                                                        | Dual-LED                                                |
| Armazenamento                         | 4 GB                                                              | 8 GB                                                           | 8 GB                                                         | 16 GB                                                           | 16 GB                                                   |
| Micros SD                             | Nenhuma                                                           | Nenhuma                                                        | Nenhuma                                                      | Nenhuma                                                         | Nenhuma                                                 |
| SoC                                   | Snapdragon S1 MSM7227A (45 nm)                                    | Snapdragon S1 MSM7227A (45 nm)                                 | Snapdragon S2 MSM8255 (45 nm)                                | Snapdragon S2 MSM8255 (45 nm)                                   | Snapdragon S2 APQ8055 (45 nm)                           |
| CPU                                   | 800 MHz Cortex-A5                                                 | 800 MHz Cortex-A5                                              | 1.4 GHz Scorpion                                             | 1.4 GHz Scorpion                                                | 1.4 GHz Scorpion                                        |
| RAM                                   | 256 MB                                                            | 256 MB                                                         | 512 MB                                                       | 512 MB                                                          | 512 MB                                                  |
| Aplicativos                           | Rádio FM, Nokia Mapas                                             | Rádio FM, Nokia Mapas                                          | Rádio FM, Nokia Mapas                                        | Rádio FM, Nokia Mapas                                           | Rádio FM, Nokia Mapas                                   |

#### Segunda geração (Windows Phone 8)
| Segunda geração (Windows Phone 8)                       | Segunda geração (Windows Phone 8)                              | Segunda geração (Windows Phone 8)                              | Segunda geração (Windows Phone 8)                                 | Segunda geração (Windows Phone 8)                                    | Segunda geração (Windows Phone 8)                              | Segunda geração (Windows Phone 8)                               | Segunda geração (Windows Phone 8)                                     | Segunda geração (Windows Phone 8)                                     | Segunda geração (Windows Phone 8)                                     | Segunda geração (Windows Phone 8)                                     | Segunda geração (Windows Phone 8)                            | Segunda geração (Windows Phone 8)                        | Segunda geração (Windows Phone 8)                               | Segunda geração (Windows Phone 8)                               | Segunda geração (Windows Phone 8)                              |        |
| Modelo                                                  | Lumia 520                                                      | Lumia 525                                                      | Lumia 620                                                         | Lumia 625                                                            | Lumia 720                                                      | Lumia 810 (EUA)                                                 | Lumia 820                                                             | Lumia 822 (EUA)                                                       | Lumia 920                                                             | Lumia 925                                                             | Lumia 928 (EUA)                                              | Lumia Icon (EUA)                                         | Lumia 1020                                                      | Lumia 1320                                                      | Lumia 1520                                                     |        |
| ------------------------------------------------------- | -------------------------------------------------------------- | -------------------------------------------------------------- | ----------------------------------------------------------------- | -------------------------------------------------------------------- | -------------------------------------------------------------- | --------------------------------------------------------------- | --------------------------------------------------------------------- | --------------------------------------------------------------------- | --------------------------------------------------------------------- | --------------------------------------------------------------------- | ------------------------------------------------------------ | -------------------------------------------------------- | --------------------------------------------------------------- | --------------------------------------------------------------- | -------------------------------------------------------------- | ------ |
| Data de lançamento                                      | Fevereiro 2013                                                 | Novembro 2013                                                  | Dezembro 2012                                                     | Julho 2013                                                           | Fevereiro 2013                                                 | Outubro 2012                                                    | Setembro 2012                                                         | Outubro 2012                                                          | colspan="2" \| Maio 2013                                              | Fevereiro 2014                                                        | Julho 2013                                                   | Outubro 2013                                             | Outubro 2013                                                    |                                                                 |                                                                |        |
| Versão básica do sistema operacional                    | Windows Phone 8                                                | Windows Phone 8                                                | Windows Phone 8                                                   | Windows Phone 8                                                      | Windows Phone 8                                                | Windows Phone 8                                                 | Windows Phone 8                                                       | Windows Phone 8                                                       | Windows Phone 8                                                       | Windows Phone 8                                                       | Windows Phone 8                                              | Windows Phone 8                                          | Windows Phone 8                                                 | Windows Phone 8                                                 | Windows Phone 8                                                |        |
| Upgrado máximo do sistema operacional                   | Windows Phone 8.1                                              | Windows Phone 8.1                                              | Windows Phone 8.1                                                 | Windows Phone 8.1                                                    | Windows Phone 8.1                                              | Windows Phone 8.1                                               | Windows Phone 8.1                                                     | Windows Phone 8.1                                                     | Windows Phone 8.1                                                     | Windows Phone 8.1                                                     | Windows Phone 8.1                                            | Windows 10 Mobile                                        | Windows Phone 8.1                                               | Windows Phone 8.1                                               | Windows 10 Mobile                                              |        |
| Redes                                                   | GSM, HSDPA, Wi-Fi                                              | GSM, HSDPA, Wi-Fi                                              | GSM, HSDPA, Wi-Fi                                                 | suporte LTE                                                          | GSM, HSDPA, Wi-Fi                                              | GSM, HSDPA, Wi-Fi                                               | suporte LTE                                                           | suporte LTE                                                           | suporte LTE                                                           | suporte LTE                                                           | suporte LTE                                                  | suporte LTE                                              | suporte LTE                                                     | suporte LTE                                                     | suporte LTE                                                    |        |
| Dimensões                                               | 119,9 mm (4,72 pol) H 64,0 mm (2,52 pol) W 9,9 mm (0,39 pol) D | 119,9 mm (4,72 pol) H 64,0 mm (2,52 pol) W 9,9 mm (0,39 pol) D | 115,4 mm (4,54 pol) H 61,1 mm (2,41 pol) W 11,02 mm (0,434 pol) D | 133,25 mm (5,246 pol) H 72,25 mm (2,844 pol) W 9,15 mm (0,360 pol) D | 127,9 mm (5,04 pol) H 67,5 mm (2,66 pol) W 9,0 mm (0,35 pol) D | 127,8 mm (5,03 pol) H 68,4 mm (2,69 pol) W 10,9 mm (0,43 pol) D | 123,8 mm (4,87 pol) H 68,5 mm (2,70 pol) W 9,9 mm (0,39 pol) D        | 127,8 mm (5,03 pol) H 68,4 mm (2,69 pol) W 11,2 mm (0,44 pol) D       | 130,3 mm (5,13 pol) H 70,8 mm (2,79 pol) W 10,7 mm (0,42 pol) D       | 129 mm (5,1 pol) H 70,6 mm (2,78 pol) W 8,5 mm (0,33 pol) D           | 133 mm (5,2 pol) H 68,9 mm (2,71 pol) W 10,1 mm (0,40 pol) D | 137 mm (5,4 pol) H 71 mm (2,8 pol) W 9,8 mm (0,39 pol) D | 130,4 mm (5,13 pol) H 71,4 mm (2,81 pol) W 10,5 mm (0,41 pol) D | 164,2 mm (6,46 pol) H 85,9 mm (3,38 pol) W 10,5 mm (0,41 pol) D | 162,8 mm (6,41 pol) H 85,4 mm (3,36 pol) W 8,7 mm (0,34 pol) D |        |
| Peso                                                    | 124 g (4,4 oz)                                                 | 124 g (4,4 oz)                                                 | 127 g (4,5 oz)                                                    | 159 g (5,6 oz)                                                       | 128 g (4,5 oz)                                                 | 145 g (5,1 oz)                                                  | 160 g (5,6 oz)                                                        | 142 g (5,0 oz)                                                        | 185 g (6,5 oz)                                                        | 139 g (4,9 oz)                                                        | 162 g (5,7 oz)                                               | 167 g (5,9 oz)                                           | 158 g (5,6 oz)                                                  | 220 g (7,8 oz)                                                  | 209 g (7,4 oz)                                                 |        |
| Tela                                                    | Vidro resistente a riscos                                      | Vidro resistente a riscos                                      | Vidro resistente a riscos                                         | Gorilla Glass 2 (curvado)                                            | Gorilla Glass 2 (curvado)                                      | Gorilla Glass 2                                                 | Vidro resistente a riscos                                             | Gorilla Glass 2                                                       | Gorilla Glass (curvado)                                               | Gorilla Glass 2 (curvado)                                             | Gorilla Glass 2 (curvado)                                    | Gorilla Glass 3 (curvado)                                | Gorilla Glass 3 (curvado)                                       | Gorilla Glass 3                                                 | Gorilla Glass 2                                                |        |
| Tipo da tela                                            | LCD IPS 24-bit                                                 | LCD IPS 24-bit                                                 | TFT LCD ClearBlack 24-bit                                         | LCD IPS 24-bit                                                       | LCD IPS ClearBlack 24-bit                                      | AMOLED ClearBlack 24-bit                                        | AMOLED ClearBlack 24-bit                                              | AMOLED ClearBlack 24-bit                                              | LCD IPS PureMotion HD+ 24-bit                                         | AMOLED PureMotion HD+ 24-bit                                          | AMOLED PureMotion HD+ 24-bit                                 | AMOLED ClearBlack 24-bit                                 | AMOLED PureMotion HD+ 24-bit                                    | LCD IPS ClearBlack 24-bit                                       | LCD IPS ClearBlack 24-bit                                      |        |
| Luminescência da tela                                   | 600 cd/m2                                                      | ?                                                              | ?                                                                 | ?                                                                    | 600 cd/m2                                                      | ?                                                               | ?                                                                     | ?                                                                     | 600 cd/m2                                                             | 600 cd/m2                                                             | 600 cd/m2                                                    |                                                          | 600 cd/m2                                                       | ?                                                               | 600 cd/m2                                                      |        |
| Matriz de cor da tela                                   | RGB                                                            | RGB                                                            | RGB                                                               | RGB                                                                  | RGB                                                            | RGB                                                             | RGB                                                                   | RGB                                                                   | RGB                                                                   | RGBG PenTile                                                          | RGBG PenTile                                                 |                                                          | RGBG PenTile                                                    | ?                                                               | ?                                                              |        |
| Resolução da tela                                       | 480 × 800 (15:9)                                               | 480 × 800 (15:9)                                               | 480 × 800 (15:9)                                                  | 480 × 800 (15:9)                                                     | 480 × 800 (15:9)                                               | 480 × 800 (15:9)                                                | 480 × 800 (15:9)                                                      | 480 × 800 (15:9)                                                      | 768 × 1280 (15:9)                                                     | 768 × 1280 (15:9)                                                     | 768 × 1280 (15:9)                                            | 1920 × 1080 (16:9)                                       | 768 × 1280 (15:9)                                               | 720 × 1280 (16:9)                                               | 1080 × 1920 (16:9)                                             |        |
| Tamanho da tela (diagonal)                              | 101.6 mm, 4.0"                                                 | 101.6 mm, 4.0"                                                 | 96.5 mm, 3.8"                                                     | 119 mm, 4.7"                                                         | 109 mm, 4.3"                                                   | 109 mm, 4.3"                                                    | 109 mm, 4.3"                                                          | 109 mm, 4.3"                                                          | 114 mm, 4.5"                                                          | 113 mm, 4.5"                                                          | 113 mm, 4.5"                                                 | 127 mm, 5.0"                                             | 113 mm, 4.5"                                                    | 152.4 mm, 6.0"                                                  | 152.4 mm, 6.0"                                                 |        |
| Densidade de pixels                                     | 235 ppi                                                        | 235 ppi                                                        | 246 ppi                                                           | 201 ppi                                                              | 217 ppi                                                        | 217 ppi                                                         | 217 ppi                                                               | 217 ppi                                                               | 332 ppi                                                               | 334 ppi                                                               | 334 ppi                                                      | 441 ppi                                                  | 334 ppi                                                         | 245 ppi                                                         | 368 ppi                                                        |        |
| Bateria (3G)                                            | 9.6 horas                                                      | ?                                                              | 9.9 horas                                                         | 15.2 horas                                                           | 13.4 horas                                                     | 10.2 horas                                                      | 8.1 horas                                                             | 10.2 horas                                                            | 10 horas                                                              | 12.8 horas                                                            | 16.2 horas                                                   |                                                          | 12.3 horas                                                      | 21 horas                                                        | 27.4 horas                                                     |        |
| Bateria (standby)                                       | 360 horas                                                      | ?                                                              | 330 horas                                                         | 552 horas                                                            | 520 horas                                                      | 360 horas                                                       | 330 horas                                                             | 486 horas                                                             | 400 horas                                                             | 440 horas                                                             | 541 horas                                                    |                                                          | 440 horas                                                       | 672 horas                                                       | 768 horas                                                      |        |
| Bateria (música)                                        | 61 horas                                                       | ?                                                              | 61 horas                                                          | 90 horas                                                             | 79 horas                                                       | 54 horas                                                        | 61 horas                                                              | 62.1 horas                                                            | 74 horas                                                              | 55 horas                                                              | 80 horas                                                     |                                                          | 53 horas                                                        | 98 horas                                                        | 124 horas                                                      |        |
| Modelo da bateria                                       | BL-5J                                                          | BL-5J                                                          | BL-4J                                                             | BP-4GWA (4.1 V) / BP-4GW (3.7 V)                                     | BP-4GWA (4.1 V) / BP-4GW (3.7 V)                               | BP-4W                                                           | BP-5T                                                                 | BP-4W                                                                 | BP-4GW                                                                | BV-5QW                                                                | BL-4YW                                                       | BV-4NW                                                   | BV-5QW                                                          | BV-5XW                                                          | BV-4BW                                                         | BV-4BW |
| Tipo da bateria                                         | Li-ion                                                         | Li-ion                                                         | Li-ion                                                            | Li-ion ?? / Li-Poli                                                  | Li-ion ?? / Li-Poli                                            | Li-Poli                                                         | Li-Poli                                                               | Li-Poli                                                               | Li-Poli                                                               | Li-ion                                                                | Li-Poli                                                      | ?                                                        | Li-ion                                                          | ?                                                               | ?                                                              |        |
| Capacidade da bateria                                   | 1430 mAh                                                       | 1430 mAh                                                       | 1300 mAh                                                          | 2000 mAh                                                             | 2000 mAh                                                       | 1800 mAh                                                        | 1650 mAh                                                              | 1800 mAh                                                              | 2000 mAh                                                              | 2000 mAh                                                              | 2000 mAh                                                     | 2420 mAh                                                 | 2000 mAh                                                        | 3400 mAh                                                        | 3400 mAh                                                       |        |
| Resolução da câmera                                     | 5.0 MP                                                         | 5.0 MP                                                         | 5.0 MP                                                            | 5.0 MP                                                               | 6.7 MP                                                         | 8.0 MP                                                          | 8.7 MP                                                                | 8.0 MP                                                                | 8.7 MP PureView                                                       | 8.7 MP PureView                                                       | 8.7 MP PureView                                              | 20.0 MP PureView                                         | 41.3 MP PureView                                                | 5.0 MP                                                          | 20.0 MP PureView                                               |        |
| Tamanho da sensor                                       | 1/4"                                                           | 1/4"                                                           | 1/4"                                                              | 1/4"                                                                 | 1/3.6"                                                         | 1/3.2"                                                          | 1/3.2"                                                                | 1/3.2"                                                                | 1/3.2"                                                                | 1/3"                                                                  | 1/3"                                                         | 1/2.5"                                                   | 1/1.5"                                                          | 1/4"                                                            | 1/2.5"                                                         |        |
| Focagem                                                 | 28 mm                                                          | 28 mm                                                          | 28 mm                                                             | 28 mm                                                                | 26 mm                                                          | 26 mm                                                           | 26 mm                                                                 | 26 mm                                                                 | 26 mm                                                                 | 26 mm                                                                 | 26 mm                                                        | 26 mm                                                    | 25 mm for 16:9, 27 mm for 4:3                                   | 28 mm                                                           | 26 mm                                                          |        |
| Resolução de vídeo                                      | 1280 × 720p @ 30 fps                                           | 1280 × 720p @ 30 fps                                           | 1280 × 720p @ 30 fps                                              | 1920 × 1080p @ 30 fps                                                | 1280 × 720p @ 30 fps                                           | 1920 × 1080p @ 30 fps                                           | 1920 × 1080p @ 30 fps                                                 | 1920 × 1080p @ 30 fps                                                 | 1920 × 1080p @ 30 fps                                                 | 1920 × 1080p @ 30 fps                                                 | 1920 × 1080p @ 30 fps                                        | 1920 × 1080p @ 30 fps                                    | 1920 × 1080p @ 30 fps                                           | 1920 × 1080p @ 30 fps                                           | 1920 × 1080p @ 30 fps                                          |        |
| Abertura da câmera                                      | ƒ/2.4                                                          | ƒ/2.4                                                          | ƒ/2.4                                                             | ƒ/2.4                                                                | ƒ/1.9                                                          | ƒ/2.2                                                           | ƒ/2.2                                                                 | ƒ/2.2                                                                 | ƒ/2.0                                                                 | ƒ/2.0                                                                 | ƒ/2.0                                                        | ƒ/2.4                                                    | ƒ/2.2                                                           | ƒ/2.4                                                           | ƒ/2.4                                                          |        |
| Lentes Carl Zeiss                                       | Não                                                            | Não                                                            | Não                                                               | Não                                                                  | Sim                                                            | Sim                                                             | Sim                                                                   | Sim                                                                   | Sim                                                                   | Sim                                                                   | Sim                                                          | Sim                                                      | Sim                                                             | Sim                                                             | Sim                                                            |        |
| Câmera frontal                                          | —                                                              | —                                                              | 0.3 MP                                                            | 0.3 MP                                                               | 1.3 MP                                                         | 1.2 MP                                                          | 0.3 MP                                                                | 1.2 MP                                                                | 1.2 MP                                                                | 1.2 MP                                                                | 1.3 MP                                                       | 1.2 MP                                                   | 1.2 MP                                                          | 0.3 MP                                                          | 1.2 MP                                                         |        |
| Flash                                                   | —                                                              | —                                                              | LED flash                                                         | LED flash                                                            | LED flash                                                      | dual-LED                                                        | dual-LED                                                              | dual-LED                                                              | dual-LED                                                              | Dual-LED                                                              | Xênon flash                                                  | Dual-LED                                                 | Xênon e LED flash                                               | LED                                                             | Dual-LED                                                       |        |
| Armazenamento                                           | 8 GB                                                           | 8 GB                                                           | 8 GB                                                              | 8 GB                                                                 | 8 GB                                                           | 8 GB                                                            | 8 GB                                                                  | 16 GB                                                                 | 32 GB                                                                 | 16 GB (32 GB Vodafone)                                                | 32 GB                                                        | 32 GB                                                    | 32 GB                                                           | 8 GB                                                            | 32 GB                                                          |        |
| MicroSD                                                 | Até 64 GB                                                      | Até 64 GB                                                      | Até 64 GB                                                         | Até 64 GB                                                            | Até 64 GB                                                      | Até 64 GB                                                       | Até 64 GB                                                             | Até 64 GB                                                             | —                                                                     | —                                                                     | —                                                            | —                                                        | —                                                               | Até 64 GB                                                       | Até 64 GB                                                      |        |
| OneDrive                                                | 7 GB                                                           | 7 GB                                                           | 7 GB                                                              | 7 GB                                                                 | 7 GB                                                           | 7 GB                                                            | 7 GB                                                                  | 7 GB                                                                  | 7 GB                                                                  | 7 GB                                                                  | 7 GB                                                         | 7 GB                                                     | 7 GB                                                            | 7 GB                                                            | 7 GB                                                           |        |
| Pacote de navegação Here Mapas                          | Mapas, Trânsito, Drive (regional)                              | Mapas, Trânsito, Drive (regional)                              | Mapas, Trânsito, Drive+ (global)                                  | Mapas, Trânsito, Drive (regional)                                    | Mapas, Trânsito, Drive (regional)                              | Mapas, Trânsito, Drive+ (global)                                | Mapas, Trânsito, Drive+ (global)                                      | Mapas, Trânsito, Drive+ (global)                                      | Mapas, Trânsito, Drive+ (global)                                      | Mapas, Trânsito, Drive+ (global)                                      | Mapas, Trânsito, Drive+ (global)                             | Mapas, Trânsito, Drive+ (global)                         | Mapas, Trânsito, Drive+ (global)                                | Mapas, Trânsito, Drive (regional)                               | Mapas, Trânsito, Drive+ (global)                               |        |
| SIM                                                     | Micro-SIM (3FF)                                                | Micro-SIM (3FF)                                                | Micro-SIM (3FF)                                                   | Micro-SIM (3FF)                                                      | Micro-SIM (3FF)                                                | Micro-SIM (3FF)                                                 | Micro-SIM (3FF)                                                       | Micro-SIM (3FF)                                                       | Micro-SIM (3FF)                                                       | Micro-SIM (3FF)                                                       | Micro-SIM (3FF)                                              | Nano-SIM (4FF)                                           | Micro-SIM (3FF)                                                 | Micro-SIM (3FF)                                                 | Nano-SIM (4FF)                                                 |        |
| Rádio FM                                                | desde WP 8 GDR2                                                | desde WP 8 GDR3                                                | —                                                                 | desde WP 8 GDR2                                                      | desde WP 8 GDR2                                                | —                                                               | desde Windows Phone 8 GDR2 update (upcoming release late summer 2013) | desde Windows Phone 8 GDR2 update (upcoming release late summer 2013) | desde Windows Phone 8 GDR2 update (upcoming release late summer 2013) | desde Windows Phone 8 GDR2 update (upcoming release late summer 2013) | —                                                            | Sim                                                      | desde WP 8 GDR2                                                 | desde Windows Phone 8 GDR3                                      | desde Windows Phone 8 GDR3                                     |        |
| Bluetooth                                               | Bluetooth (v4.0)                                               | Bluetooth (v4.0)                                               | Bluetooth (v4.0)                                                  | Bluetooth (v4.0)                                                     | Bluetooth (v4.0)                                               | Bluetooth (v4.0)                                                | Bluetooth (v4.0)                                                      | Bluetooth (v4.0)                                                      | Bluetooth (v4.0)                                                      | Bluetooth (v4.0)                                                      | Bluetooth (v4.0)                                             | Bluetooth (v4.0)                                         | Bluetooth (v4.0)                                                | Bluetooth (v4.0)                                                | Bluetooth (v4.0)                                               |        |
| NFC                                                     | Não                                                            | Não                                                            | Sim                                                               | Não                                                                  | Sim                                                            | Sim                                                             | Sim                                                                   | Sim                                                                   | Sim                                                                   | Sim                                                                   | Sim                                                          | Sim                                                      | Sim                                                             | Sim                                                             | Sim                                                            |        |
| suporte NFC para compartilhamento, pareamento e tagging | Não                                                            | Não                                                            | Sim                                                               | Não                                                                  | Sim                                                            | Sim                                                             | Sim                                                                   | Sim                                                                   | Sim                                                                   | Sim                                                                   | Sim                                                          | Sim                                                      | Sim                                                             | Sim                                                             | Sim                                                            |        |
| Carregamento sem fio Qi (indução elétrica)              | Não                                                            | Não                                                            | Não                                                               | Não                                                                  | Sim (com capa adicional)                                       | Sim (com capa adicional)                                        | Sim (com capa adicional)                                              | Sim                                                                   | Sim                                                                   | Sim (com capa adicional)                                              | Sim                                                          | Sim                                                      | Sim (com capa adicional)                                        | Não                                                             | Sim                                                            |        |
| Tecnologia de super sensibilidade                       | Sim                                                            | Sim                                                            | Sim                                                               | Sim                                                                  | Sim                                                            | Sim                                                             | Sim                                                                   | Sim                                                                   | Sim                                                                   | Sim                                                                   | Sim                                                          | Sim                                                      | Sim                                                             | Sim                                                             | Sim                                                            |        |
| SoC                                                     | Qualcomm Snapdragon S4 Plus MSM8227 (28 nm)                    | Qualcomm Snapdragon S4 Plus MSM8227 (28 nm)                    | Qualcomm Snapdragon S4 Plus MSM8227 (28 nm)                       | Qualcomm Snapdragon 400 8930 (28 nm)                                 | Qualcomm Snapdragon S4 Plus MSM8227 (28 nm)                    | Qualcomm Snapdragon S4 Pro MSM8960 (28 nm)                      | Qualcomm Snapdragon S4 Pro MSM8960 (28 nm)                            | Qualcomm Snapdragon S4 Pro MSM8960 (28 nm)                            | Qualcomm Snapdragon S4 Pro MSM8960 (28 nm)                            | Qualcomm Snapdragon S4 Pro MSM8960 (28 nm)                            | Qualcomm Snapdragon S4 Pro MSM8960 (28 nm)                   | Qualcomm Snapdragon 800                                  | Qualcomm Snapdragon S4 Pro MSM8960 (28 nm)                      | Qualcomm Snapdragon 400 8930AB (28 nm)                          | Qualcomm Snapdragon 800 MSM8974 (28 nm)                        |        |
| CPU                                                     | 1.0 GHz dual-core                                              | 1.0 GHz dual-core                                              | 1.0 GHz dual-core                                                 | 1.2 GHz dual-core                                                    | 1.0 GHz dual-core                                              | 1.5 GHz dual-core                                               | 1.5 GHz dual-core                                                     | 1.5 GHz dual-core                                                     | 1.5 GHz dual-core                                                     | 1.5 GHz dual-core                                                     | 1.5 GHz dual-core                                            | 2.2 GHz quad-core                                        | 1.5 GHz dual-core                                               | 1.7 GHz dual-core                                               | 2.2 GHz quad-core                                              |        |
| GPU                                                     | Qualcomm Adreno 305                                            | Qualcomm Adreno 305                                            | Qualcomm Adreno 305                                               | Qualcomm Adreno 305                                                  | Qualcomm Adreno 305                                            | Qualcomm Adreno 225                                             | Qualcomm Adreno 225                                                   | Qualcomm Adreno 225                                                   | Qualcomm Adreno 225                                                   | Qualcomm Adreno 225                                                   | Qualcomm Adreno 225                                          |                                                          | Qualcomm Adreno 225                                             | Qualcomm Adreno 305                                             | Qualcomm Adreno 330                                            |        |
| Memória RAM                                             | 512 MB (32-bit Single-channel, LPDDR2)                         | 1 GB (32-bit Single-channel, LPDDR2)                           | 512 MB (32-bit Single-channel, LPDDR2)                            | 512 MB (32-bit Single-channel, 533 MHz, LPDDR2)                      | 512 MB (32-bit Single-channel, LPDDR2)                         | 1 GB (32-bit Dual-channel, 500 MHz, LPDDR2)                     | 1 GB (32-bit Dual-channel, 500 MHz, LPDDR2)                           | 1 GB (32-bit Dual-channel, 500 MHz, LPDDR2)                           | 1 GB (32-bit Dual-channel, 500 MHz, LPDDR2)                           | 1 GB (32-bit Dual-channel, 500 MHz, LPDDR2)                           | 1 GB (32-bit Dual-channel, 500 MHz, LPDDR2)                  | 2 GB                                                     | 2 GB (32-bit Dual-channel, 500 MHz, LPDDR2)                     | 1 GB (32-bit Single-channel, 533 MHz, LPDDR2)                   | 2 GB (32-bit Dual-channel, 800 MHz, LPDDR3                     |        |
| Modelo                                                  | Lumia 520                                                      | Lumia 525                                                      | Lumia 620                                                         | Lumia 625                                                            | Lumia 720                                                      | Lumia 810 (EUA)                                                 | Lumia 820                                                             | Lumia 822 (EUA)                                                       | Lumia 920                                                             | Lumia 925                                                             | Lumia 928 (EUA)                                              | Lumia Icon (EUA)                                         | Lumia 1020                                                      | Lumia 1320                                                      | Lumia 1520                                                     |        |

#### Terceira geração (Windows Phone 8.1)
| Terceira geração (Windows Phone 8.1)       | Terceira geração (Windows Phone 8.1)          | Terceira geração (Windows Phone 8.1) | Terceira geração (Windows Phone 8.1)                                | Terceira geração (Windows Phone 8.1)          | Terceira geração (Windows Phone 8.1)                                | Terceira geração (Windows Phone 8.1)                                     | Terceira geração (Windows Phone 8.1)                                     |                    |
| Modelo                                     | Lumia 530                                     | Lumia 630                            | Lumia 635                                                           | Lumia 730                                     | Lumia 735                                                           | Lumia 830                                                                | Lumia 930                                                                |                    |
| ------------------------------------------ | --------------------------------------------- | ------------------------------------ | ------------------------------------------------------------------- | --------------------------------------------- | ------------------------------------------------------------------- | ------------------------------------------------------------------------ | ------------------------------------------------------------------------ | ------------------ |
| Versão atual do sistema operacional        | Windows Phone 8.1 com Lumia Cyan              | Windows Phone 8.1 com Lumia Cyan     | Windows Phone 8.1 com Lumia Denim (GDR1)                            | Windows Phone 8.1 com Lumia Denim (GDR1)      | Windows Phone 8.1 com Lumia Denim (GDR1)                            | Windows Phone 8.1 com Lumia Denim (GDR1)                                 | Windows Phone 8.1 com Lumia Cyan                                         |                    |
| Update Maximo do sistema operacional       | Windows 10 Mobile                             | Windows 10 Mobile                    | Windows 10 Mobile                                                   | Windows 10 Mobile                             | Windows 10 Mobile                                                   | Windows 10 Mobile                                                        | Windows 10 Mobile                                                        |                    |
| Data de lançamento                         | Julho 2014                                    | Abril 2014                           | Abril 2014                                                          | Setembro 2014                                 | Setembro 2014                                                       | Setembro 2014                                                            | Abril 2014                                                               |                    |
| Dimensões                                  | 119.7 x 62.3 x 11.7 mm                        | 129.5 x 66.7 x 9.2 mm                | 129.5 x 66.7 x 9.2 mm                                               | 134.7 x 68.5 x 8.7 mm                         | 134.7 x 68.5 x 8.9 mm                                               | 139.4 x 70.7 x 8.5 mm                                                    | 137 x 71 x 9.8 mm                                                        |                    |
| Resolução da Tela                          | 480 × 800 (5:3)                               | 480 × 800 (5:3)                      | 480 × 800 (5:3)                                                     | 720 × 1280 (16:9)                             | 720 × 1280 (16:9)                                                   | 720 × 1280 (16:9)                                                        | 1080 × 1920 (16:9)                                                       | 1080 × 1920 (16:9) |
| Tamanho da Tela (diagonal)                 | 101.6 mm, 4.0"                                | 114.3 mm, 4.5"                       | 114.3 mm, 4.5"                                                      | 119.4 mm, 4.7"                                | 119.4 mm, 4.7"                                                      | 127.0 mm, 5.0"                                                           | 127.0 mm, 5.0"                                                           |                    |
| Densidade de pixels                        | 245 ppi                                       | 221 ppi                              | 221 ppi                                                             | 316 ppi                                       | 316 ppi                                                             | 294 ppi                                                                  | 441 ppi                                                                  |                    |
| Peso                                       | 129 g                                         | 134 g                                | 134 g                                                               | 130 g                                         | 134 g                                                               | 150 g                                                                    | 157 g                                                                    |                    |
| Cores                                      |                                               |                                      |                                                                     |                                               |                                                                     |                                                                          |                                                                          |                    |
| Redes                                      | GSM 850/900/1800/1900 HSDPA 850/900/1900/2100 | GSM 850/900/1800/1900 HSDPA 900/2100 | GSM 850/900/1800/1900 HSDPA 850/900/1900/2100 LTE 800/900/1800/2600 | GSM 850/900/1800/1900 HSDPA 850/900/1900/2100 | GSM 850/900/1800/1900 HSDPA 850/900/1900/2100 LTE 800/900/1800/2600 | GSM 850/900/1800/1900 HSDPA 850/900/1900/2100 LTE 800/900/1800/2100/2600 | GSM 850/900/1800/1900 HSDPA 850/900/1900/2100 LTE 800/900/1800/2100/2600 |                    |
| Armazenamento                              | 4 GB                                          | 8 GB                                 | 8 GB                                                                | 8 GB                                          | 8 GB                                                                | 16 GB                                                                    | 32 GB                                                                    |                    |
| Micro SD                                   | Up to 128 GB microSD                          | Up to 128 GB microSD                 | Up to 128 GB microSD                                                | Up to 128 GB microSD                          | Up to 128 GB microSD                                                | Up to 128 GB microSD                                                     | —                                                                        |                    |
| OneDrive cloud storage                     | 15 GB                                         | 15 GB                                | 15 GB                                                               | 15 GB                                         | 15 GB                                                               | 15 GB                                                                    | 15 GB                                                                    |                    |
| SIM                                        | Micro-SIM (3FF)                               | Micro-SIM (3FF)                      | Micro-SIM (3FF)                                                     | Micro-SIM (3FF)                               | Nano-SIM (4FF)                                                      | Nano-SIM (4FF)                                                           | Nano-SIM (4FF)                                                           |                    |
| NFC                                        | Não                                           | Não                                  | Não                                                                 | Não                                           | Sim                                                                 | Sim                                                                      | Sim                                                                      |                    |
| Carregamento sem fio Qi (indução elétrica) | Não                                           | Não                                  | Não                                                                 | Não                                           | Sim                                                                 | Sim                                                                      | Sim                                                                      |                    |
| SoC                                        | Qualcomm Snapdragon 200                       | Qualcomm Snapdragon 200              | Qualcomm Snapdragon 200                                             | Qualcomm Snapdragon 400 MSM8626               | Qualcomm Snapdragon 400 MSM8626                                     | Qualcomm Snapdragon 400 MSM8626                                          | Qualcomm Snapdragon 800                                                  |                    |
| Tela sensível ao toque                     | Sim                                           | Sim                                  | Sim                                                                 | Sim                                           | Sim                                                                 | Sim                                                                      | Sim                                                                      |                    |
| Câmera frontal                             | —                                             | —                                    | —                                                                   | 5 MP Full HD                                  | 5 MP Full HD                                                        | 0.9 MP HD                                                                | 1.2 MP                                                                   |                    |
| Câmera principal                           | 5 MP                                          | 5 MP                                 | 5 MP                                                                | 6.7 MP                                        | 6.7 MP                                                              | 10 MP                                                                    | 20 MP                                                                    |                    |
| Câmera Flash                               | —                                             | —                                    | —                                                                   | LED                                           | LED                                                                 | LED                                                                      | Dual Flash                                                               |                    |
| CPU                                        | 1.2 GHz dual-core                             | 1.2 GHz quad-core                    | 1.2 GHz quad-core                                                   | 1.2 GHz quad-core                             | 1.2 GHz quad-core                                                   | 1.2 GHz quad-core                                                        | 2.2 GHz quad-core                                                        |                    |
| GPU                                        | Qualcomm Adreno 302                           | Qualcomm Adreno 302                  | Qualcomm Adreno 302                                                 | Qualcomm Adreno 305                           | Qualcomm Adreno 305                                                 | Qualcomm Adreno 305                                                      | Qualcomm Adreno 330                                                      |                    |
| RAM                                        | 512 MB                                        | 512 MB                               | 512 MB                                                              | 1 GB                                          | 1 GB                                                                | 1 GB                                                                     | 2 GB                                                                     |                    |
| Modelo                                     | Lumia 530                                     | Lumia 630                            | Lumia 635                                                           | Lumia 730                                     | Lumia 735                                                           | Lumia 830                                                                | Lumia 930                                                                |                    |

### Dispositivos Microsoft Lumia

#### Terceira geração (Windows Phone 8.1)
| Terceira geração (Windows Phone 8.1)       | Terceira geração (Windows Phone 8.1)          | Terceira geração (Windows Phone 8.1)          | Terceira geração (Windows Phone 8.1)          | Terceira geração (Windows Phone 8.1)          |
| Modelo                                     | Lumia 430                                     | Lumia 435                                     | Lumia 532                                     | Lumia 535                                     |
| ------------------------------------------ | --------------------------------------------- | --------------------------------------------- | --------------------------------------------- | --------------------------------------------- |
| Versão Atual do S.O.                       | Windows Phone 8.1 Update 1                    | Windows Phone 8.1 Update 1                    | Windows Phone 8.1 Update 1                    | Windows Phone 8.1 Update 1                    |
| Update Maximo                              | Windows 10 Mobile                             | Windows 10 Mobile                             | Windows 10 Mobile                             | Windows 10 Mobile                             |
| Data de lançamento                         | Março 2015                                    | Janeiro 2015                                  | Janeiro 2015                                  | Novembro 2014                                 |
| Dimensões                                  | 120.5 x 63.2 x 10.6 mm                        | 118.1 x 64.7 x 11.7 mm                        | 118.9 x 65.5 x 11.6 mm                        | 140.2 x 72.4 x 8.8 mm                         |
| Resolução da Tela                          | 800 x 480                                     | 800 x 480                                     | 800 x 480                                     | 960 x 540                                     |
| Tamanho da Tela (diagonal)                 | 101.6 mm, 4.0"                                | 101.6 mm, 4.0"                                | 101.6 mm, 4.0"                                | 127.0 mm, 5.0"                                |
| Densidade de pixels                        | 233 ppi                                       | 233 ppi                                       | 233 ppi                                       | 220 ppi                                       |
| Peso                                       | 127.9 g                                       | 134.1 g                                       | 136.3 g                                       | 146 g                                         |
| Cores                                      |                                               |                                               |                                               |                                               |
| Redes                                      | GSM 850/900/1800/1900 HSDPA 850/900/1900/2100 | GSM 850/900/1800/1900 HSDPA 850/900/1900/2100 | GSM 850/900/1800/1900 HSDPA 850/900/1900/2100 | GSM 850/900/1800/1900 HSDPA 850/900/1900/2100 |
| Armazenamento                              | 8 GB                                          | 8 GB                                          | 8 GB                                          | 8 GB                                          |
| Micro SD                                   | Up to 128 GB microSD                          | Up to 128 GB microSD                          | Up to 128 GB microSD                          | Up to 128 GB microSD                          |
| OneDrive cloud storage                     | 15 GB                                         | 15 GB                                         | 15 GB                                         | 15 GB                                         |
| SIM                                        | Micro-SIM (3FF)                               | Micro-SIM (3FF)                               | Micro-SIM (3FF)                               | Micro-SIM (3FF)                               |
| NFC                                        | Não                                           | Não                                           | Não                                           | Não                                           |
| Carregamento sem fio Qi (indução elétrica) | Não                                           | Não                                           | Não                                           | Não                                           |
| SoC                                        | Qualcomm Snapdragon 200 MSM8210               | Qualcomm Snapdragon 200 MSM8210               | Qualcomm Snapdragon 200 MSM8212               | Qualcomm Snapdragon 200 MSM8212               |
| Tela sensível ao toque                     | Sim                                           | Sim                                           | Sim                                           | Sim                                           |
| Câmera frontal                             | 0.3 MP                                        | 0.3 MP                                        | 0.3 MP                                        | 5 MP                                          |
| Câmera principal                           | 2 MP                                          | 2 MP                                          | 5 MP                                          | 5 MP                                          |
| Câmera Flash                               | —                                             | —                                             | —                                             | LED                                           |
| CPU                                        | 1.2 GHz dual-core                             | 1.2 GHz dual-core                             | 1.2 GHz quad-core                             | 1.2 GHz quad-core                             |
| GPU                                        | Qualcomm Adreno 302                           | Qualcomm Adreno 302                           | Qualcomm Adreno 302                           | Qualcomm Adreno 302                           |
| RAM                                        | 1 GB                                          | 1 GB                                          | 1 GB                                          | 1 GB                                          |
| TV Digital                                 | Não                                           | Sim                                           | Sim                                           | Não                                           |
| Rádio FM                                   | Sim                                           | Sim                                           | Sim                                           | Sim                                           |
| Modelo                                     | Lumia 430                                     | Lumia 435                                     | Lumia 532                                     | Lumia 535                                     |

#### Quarta geração (Windows Phone 8.1)
| Quarta geração (Windows Phone 8.1)         | Quarta geração (Windows Phone 8.1)            | Quarta geração (Windows Phone 8.1)            | Quarta geração (Windows Phone 8.1)            |
| Modelo                                     | Lumia 540                                     | Lumia 640                                     | Lumia 640 XL                                  |
| ------------------------------------------ | --------------------------------------------- | --------------------------------------------- | --------------------------------------------- |
| Versão Atual do S.O.                       | Windows Phone 8.1 Update 2                    | Windows Phone 8.1 Update 2                    | Windows Phone 8.1 Update 2                    |
| Update Maximo                              | Windows 10 Mobile                             | Windows 10 Mobile                             | Windows 10 Mobile                             |
| Data de lançamento                         | Abril 2015                                    | Março 2015                                    | Março 2015                                    |
| Dimensões                                  | 144 x 73.9 x 9.35 mm                          | 141.3 x 72.2 x 8.8 mm                         | 157.9 x 81.5 x 9 mm                           |
| Resolução da Tela                          | 800 x 480                                     | 800 x 480                                     | 960 x 540                                     |
| Tamanho da Tela (diagonal)                 | 127 mm, 5.0"                                  | 127 mm, 5.0"                                  | 145.0 mm, 5.7"                                |
| Densidade de pixels                        | 294 ppi                                       | 294 ppi                                       | 251 ppi                                       |
| Peso                                       | 152 g                                         | 144 g                                         | 171 g                                         |
| Cores                                      |                                               |                                               |                                               |
| Redes                                      | GSM 850/900/1800/1900 HSDPA 850/900/1900/2100 | GSM 850/900/1800/1900 HSDPA 850/900/1900/2100 | GSM 850/900/1800/1900 HSDPA 850/900/1900/2100 |
| Armazenamento                              | 8 GB                                          | 8 GB                                          | 8 GB                                          |
| Micro SD                                   | Up to 128 GB microSD                          | Up to 128 GB microSD                          | Up to 128 GB microSD                          |
| OneDrive cloud storage                     | 15 GB                                         | 15 GB                                         | 15 GB                                         |
| SIM                                        | Micro-SIM (3FF)                               | Micro-SIM (3FF)                               | Micro-SIM (3FF)                               |
| NFC                                        | Não                                           | LTE variante                                  | Sim                                           |
| Carregamento sem fio Qi (indução elétrica) | Não                                           | Não                                           | Não                                           |
| SoC                                        | Qualcomm Snapdragon 200                       | Qualcomm Snapdragon 400                       | Qualcomm Snapdragon 400                       |
| Tela sensível ao toque                     | Sim                                           | Sim                                           | Sim                                           |
| Câmera frontal                             | 5 MP                                          | 0.9 MP                                        | 5 MP                                          |
| Câmera principal                           | 8 MP                                          | 8 MP                                          | 13 MP                                         |
| Câmera Flash                               | LED                                           | LED                                           | LED                                           |
| CPU                                        | 1.2 GHz quad-core                             | 1.2 GHz quad-core                             | 1.2 GHz quad-core                             |
| GPU                                        | Qualcomm Adreno 302                           | Qualcomm Adreno 305                           | Qualcomm Adreno 305                           |
| RAM                                        | 1 GB                                          | 1 GB                                          | 1 GB                                          |
| TV Digital                                 | Não                                           | Sim                                           | Não                                           |
| Rádio FM                                   | Sim                                           | Sim                                           | Sim                                           |
| Modelo                                     | Lumia 540                                     | Lumia 640                                     | Lumia 640 XL                                  |

#### Quinta geração (Windows 10 Mobile)
| Quinta geração (Windows 10 Mobile)         | Quinta geração (Windows 10 Mobile)            | Quinta geração (Windows 10 Mobile)            | Quinta geração (Windows 10 Mobile)            | Quinta geração (Windows 10 Mobile)            |
| Modelo                                     | Lumia 550                                     | Lumia 650                                     | Lumia 950                                     | Lumia 950 XL                                  |
| ------------------------------------------ | --------------------------------------------- | --------------------------------------------- | --------------------------------------------- | --------------------------------------------- |
| Versão Atual do S.O.                       | Windows Phone 10 Mobile                       | Windows Phone 10 Mobile                       | Windows Phone 10 Mobile                       | Windows Phone 10 Mobile                       |
| Data de lançamento                         | Dezembro 2015                                 | Fevereiro 2016                                | Novembro 2015                                 | Novembro 2015                                 |
| Dimensões                                  | 136.1 x 67.8 x 9.9 mm                         | 142 x 70.9 x 6.9 mm                           | 145 x 73.2 x 8.2 mm                           | 151.9 x 78.4 x 8.1 mm                         |
| Resolução da Tela                          | 1280 x 720                                    | 1280 x 720                                    | 2560 x 1440                                   | 2560 x 1440                                   |
| Tamanho da Tela (diagonal)                 | 120 mm, 4.7"                                  | 127 mm, 5.0"                                  | 130 mm, 5.2"                                  | 140 mm, 5.7"                                  |
| Densidade de pixels                        | 315 ppi                                       | 297 ppi                                       | 564 ppi                                       | 518 ppi                                       |
| Peso                                       | 141.9 g                                       | 122 g                                         | 150 g                                         | 165 g                                         |
| Cores                                      |                                               |                                               |                                               |                                               |
| Redes                                      | GSM 850/900/1800/1900 HSDPA 850/900/1900/2100 | GSM 850/900/1800/1900 HSDPA 850/900/1900/2100 | GSM 850/900/1800/1900 HSDPA 850/900/1900/2100 | GSM 850/900/1800/1900 HSDPA 850/900/1900/2100 |
| Armazenamento                              | 8 GB                                          | 16 GB                                         | 32 GB                                         | 32 GB                                         |
| Micro SD                                   | Up to 200 GB microSD                          | Up to 200 GB microSD                          | Up to 200 GB microSD                          | Up to 200 GB microSD                          |
| OneDrive cloud storage                     | 15 GB                                         | 15 GB                                         | 15 GB                                         | 15 GB                                         |
| SIM                                        | Nano-SIM                                      | Nano-SIM                                      | Nano-SIM                                      | Nano-SIM                                      |
| NFC                                        | Não                                           | Sim                                           | Sim                                           | Sim                                           |
| Carregamento sem fio Qi (indução elétrica) | Não                                           | Não                                           | Sim                                           | Sim                                           |
| SoC                                        | Qualcomm Snapdragon 210                       | Qualcomm Snapdragon 212                       | Qualcomm Snapdragon 808                       | Qualcomm Snapdragon 810                       |
| Tela sensível ao toque                     | Sim                                           | Sim                                           | Sim                                           | Sim                                           |
| Câmera frontal                             | 2 MP                                          | 5 MP                                          | 5 MP                                          | 5 MP                                          |
| Câmera principal                           | 5 MP                                          | 8 MP                                          | 20 MP                                         | 20 MP                                         |
| Câmera Flash                               | LED                                           | LED                                           | Triplo LED                                    | Triplo LED                                    |
| CPU                                        | 1.1 GHz quad-core                             | 1.3 GHz quad-core                             | 1.8 GHz hexa-core                             | 2.0 GHz octa-core                             |
| GPU                                        | Qualcomm Adreno 304                           | Qualcomm Adreno 304                           | Qualcomm Adreno 418                           | Qualcomm Adreno 430                           |
| RAM                                        | 1 GB                                          | 1 GB                                          | 3 GB                                          | 3 GB                                          |
| Rádio FM                                   | Sim                                           | Sim                                           | Não                                           | Sim                                           |
| Modelo                                     | Lumia 550                                     | Lumia 650                                     | Lumia 950                                     | Lumia 950 XL                                  |

## Tablets

### Windows RT

#### Nokia Lumia 2520
O primeiro tablet anunciado ainda pela Nokia equipado com Windows RT 8.1, anunciado no Nokia World 2013, sendo concorrente dos tablets fabricados pela Microsoft e Apple, Surface RT e 2, iPad, seu hardware é composto por um processador Qualcomm Snapdragon 800 com clock de 2.2 GHz, 2 GB de RAM, 32 GB de armazenamento interno com entrada para cartão MicroSD de até 64 GB, tela touch de 10.1 polegadas Full HD LCD IPS ClearBlack com proteção Corning Gorilla Glass 2, câmera de 6.7 MP Carl Zeiss, gravação de vídeo com resolução 1080p, Wi-Fi 802.11 a/b/g/n, Bluetooth 4.0, NFC e compatibilidade com o 4G brasileiro. (Sem Upgrade para Windows 10) 